# Stetten am kalten Markt
Stetten am kalten Markt é um município localizado no distrito de Sigmaringen, em Baden-Württemberg, Alemanha.